# Ротта, Антонио
Антонио Ротта  (итал. Antonio Rotta; 28 февраля 1828, Гориция, Ломбардо-Венецианское королевство — 10 сентября 1903, Венеция, королевство Италия) — итальянский художник, выпускник Венецианской академии изящных искусств, представитель академизма и реализма в итальянской живописи второй половины XIX века.

## Биография
Антонио Ротта родился в городе Гориция 28 февраля 1828 года. Окончил Венецианскую академию изящных искусств (итал. Accademia di Belle Arti di Venezia), где учился у  Людовико Липпарини. Картины художника часто изображают семьи, в том числе детей или пожилых людей. В 1878 году Ротта получил медаль на выставке Парижского салона. В 1891 году он принял участие в выставке в Берлине.
В браке с дочерью художника Латтанцио Кверена в 1853 году у Антонио Ротта родился сын, Сильвио Джулио Ротта, который продолжил семейную традицию и стал живописцем. Шурином Антонио Ротта был другой итальянский художник Луиджи Да Риос. В городе Гориция именем художника названа улица.
В 1898 году картина Антонио Ротта под названием «Морская звезда» (итал. "Stella di mare") будут представлены на итальянской выставке живописи и скульптуры Санкт-Петербурга, в Государственный Эрмитаж как один из ведущих представителей истории итальянского искусства и города Венеции.

## Художественный рынок
На аукционе Sotheby's в Лондоне в 2001 году картина Антонио Ротты «Венецианский водный праздник» (Una festa Veneziana, 1863), написанная маслом на холсте, была продана за 158 000 евро плюс аукционные сборы.

## награды
- Медаль Парижского салона, музей Лувр (1878)
- Медаль Всемирная выставка, Expo Vienna (1873)
- приз заВсемирная выставка, Expo Paris (1878)
- Приз Венецианской академии изящных искусств (Венецианская академия)

## Музеи
Картины Антонио Ротта находятся в ряде музейных собраний во всем мире:
- Художественный музей Филадельфии, Соединённые Штаты Америки
- Художественный музей Милуоки, Соединённые Штаты Америки
- Киасма, Хельсинки, Финляндия
- Музей Револтелла, Триест[6]
- Musei Provinciali di Storia ed Arte di Gorizia
- Художественные коллекции Ospedale Maggiore, Милан
- Гражданский Музей Падуи
- Художественный музей Уолтерса, США
- Museo Alto Garda Segantini в Арко, Городская галерея Сегантини, Джованни
- Fondazione Palazzo Coronini, Кронберг
- Провинциальный музей Великой войны

## Галерея

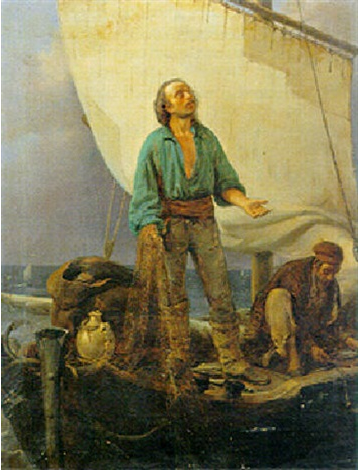
Рыбалка в Венеции (итал. La pesca a Venezia), 1840
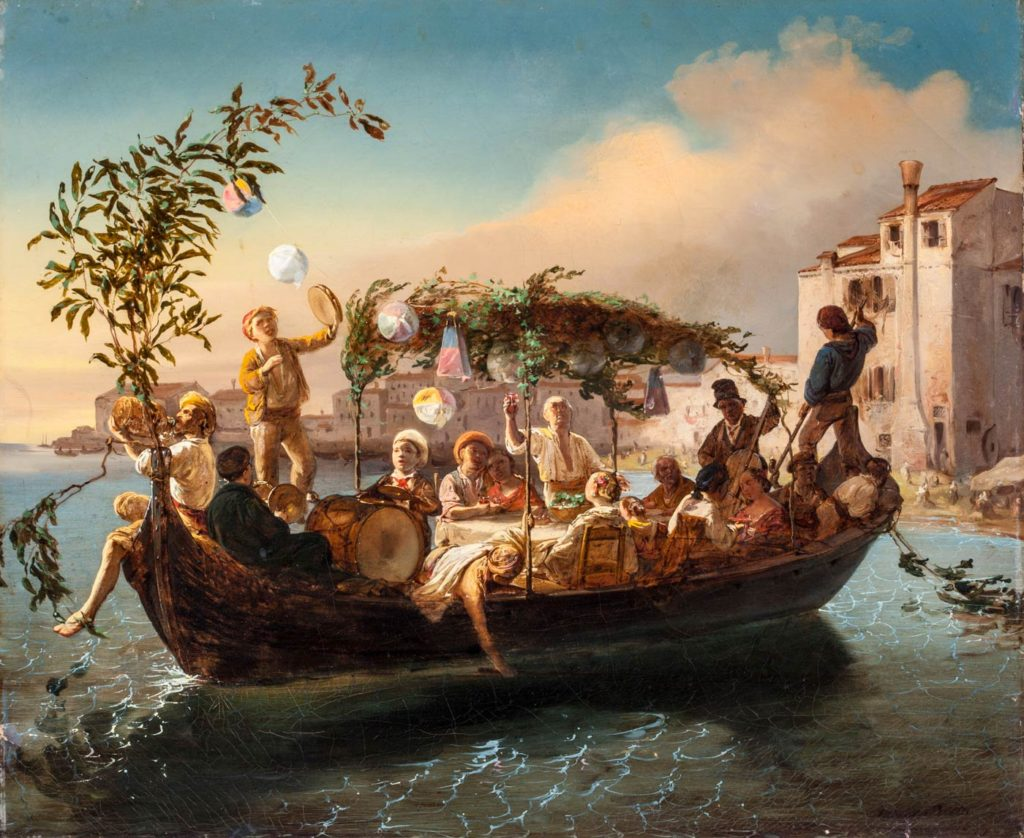
Праздник Искупителя в Венеции (итал. La Festa del Redentore a Venezia), 1850
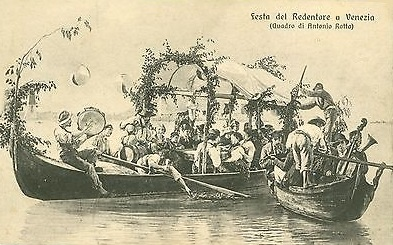
Праздник искупления в Венеции (итал. Festa del Redentore a Venezia), 1850
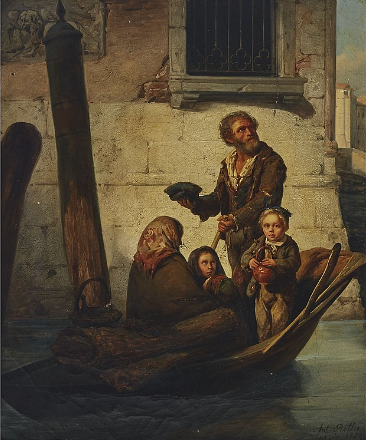
Крестьянская семья на венецианском канале, 1854
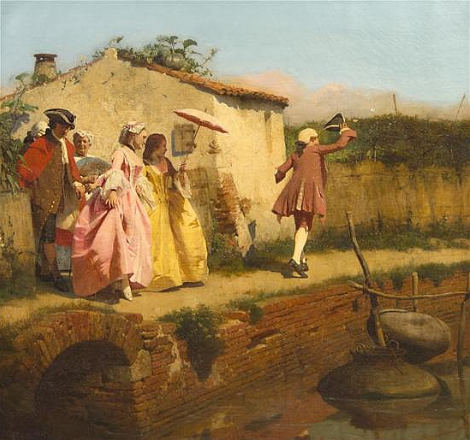
Ловля бабочек на венецианском канале, 1854
Ожидание в Венеции (итал. L'Attesa a Venezia), 1855
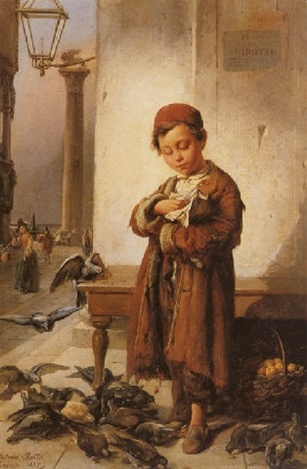
Кормление голубей в Венеции, 1857
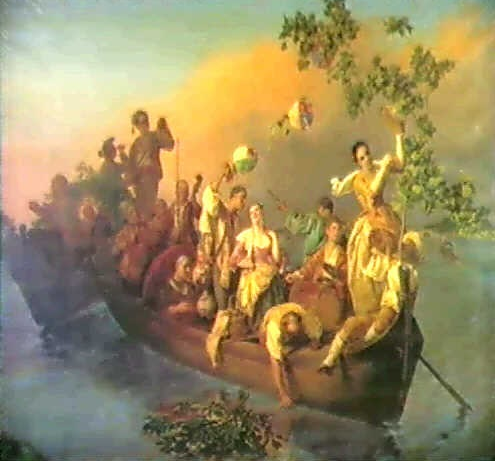
Венецианский праздник воды, 1863
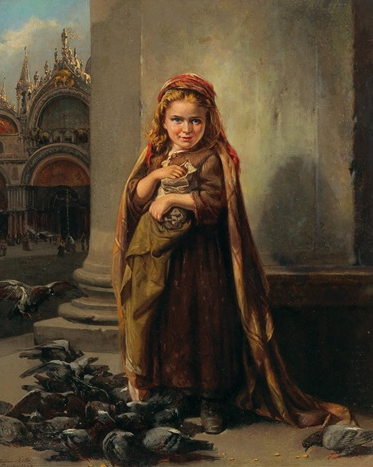
Кормление голубей на Площади Святого Марка в Венеции, 1869
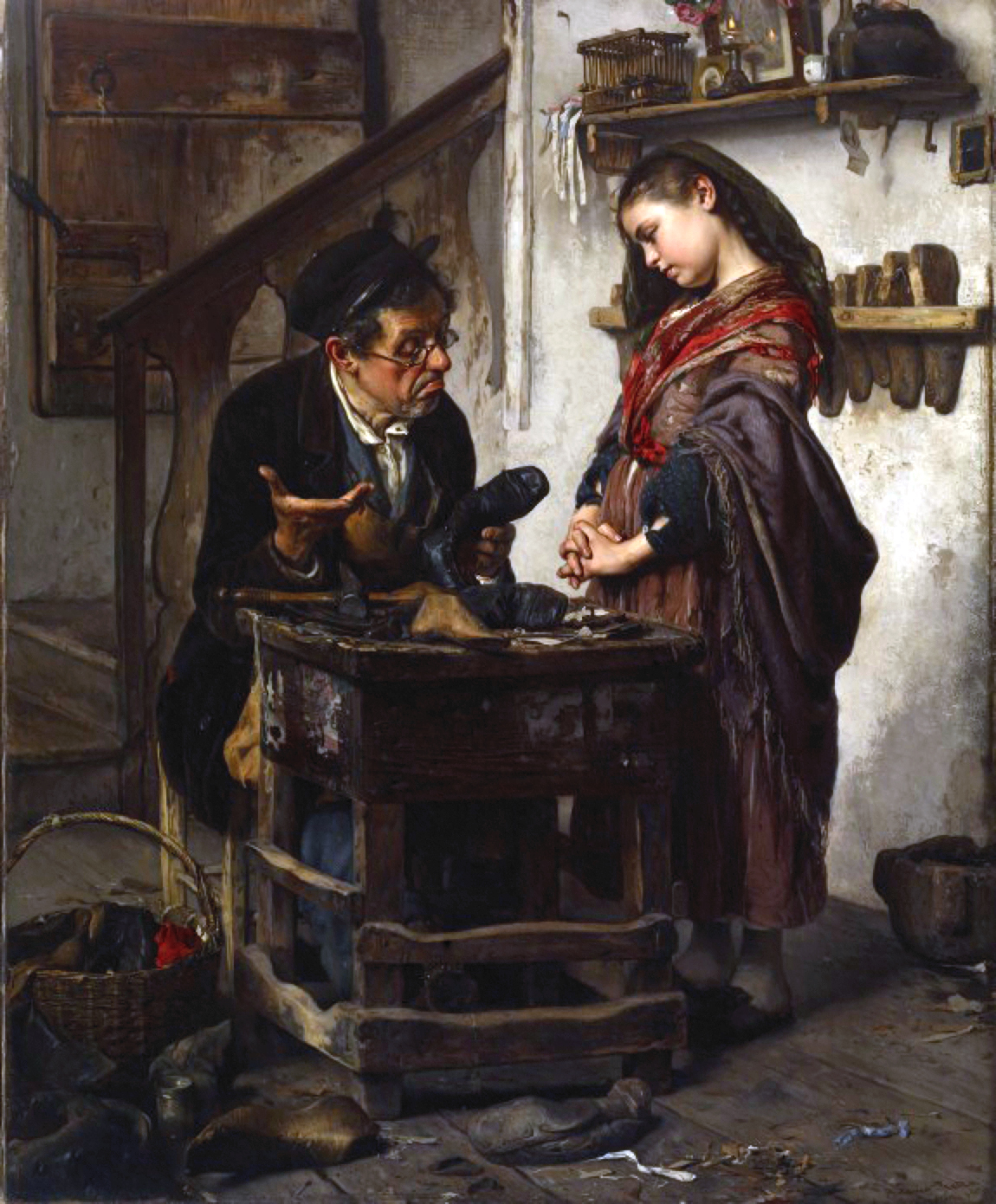
«Безнадёжный случай» (1871)
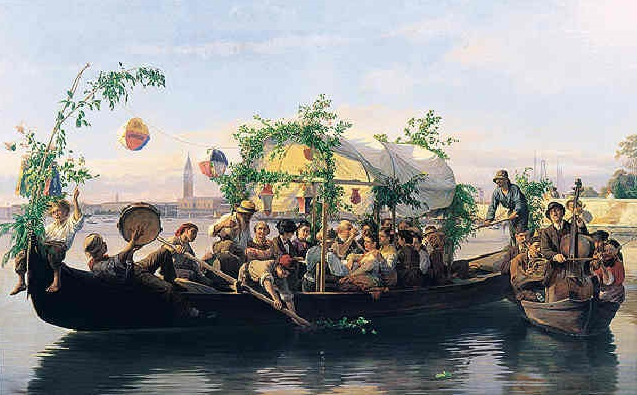
Праздник искупления в Венеции (итал. La Festa del Redentore a Venezia) ,1872
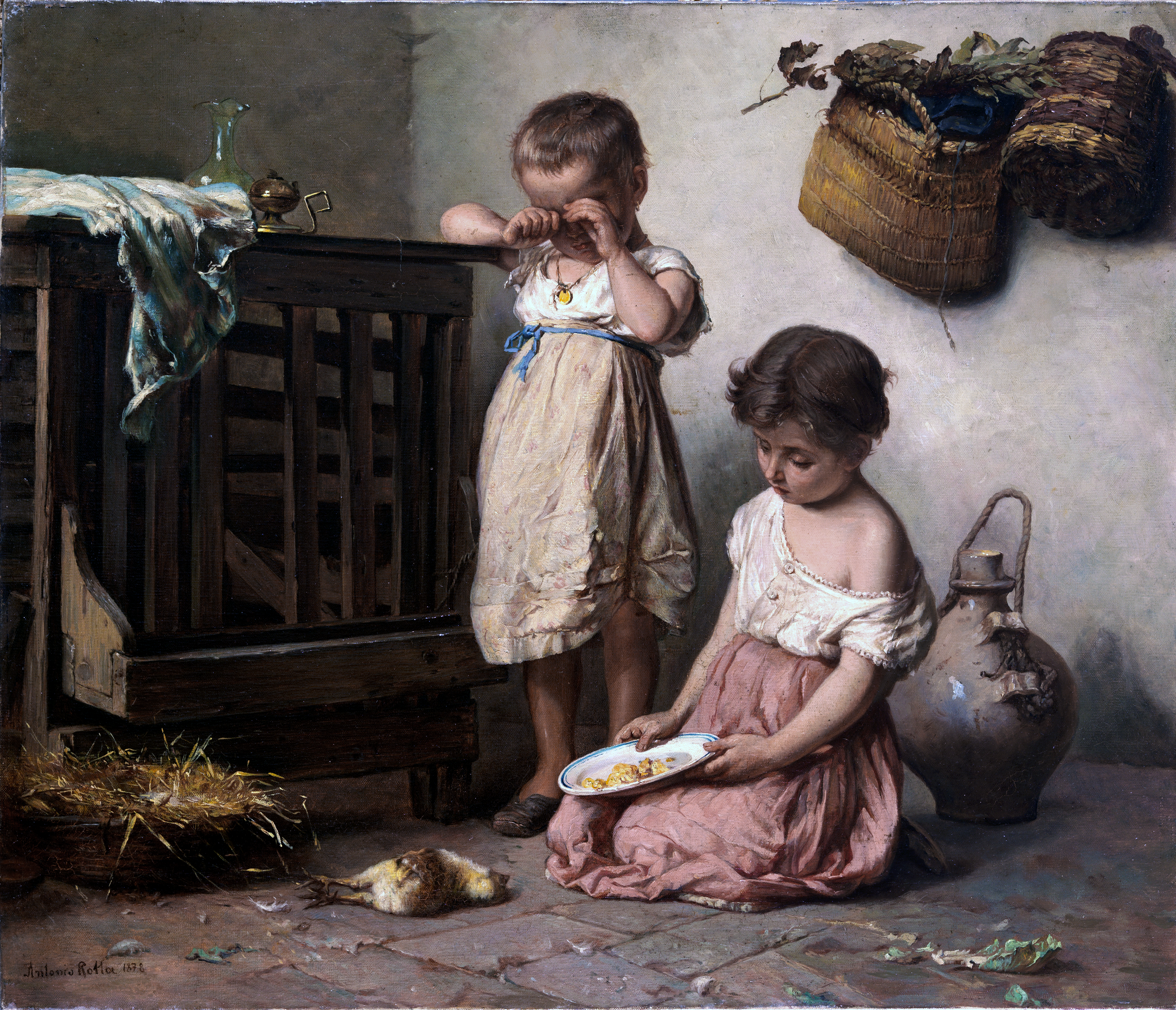
«Смерть цыплёнка» (1878)
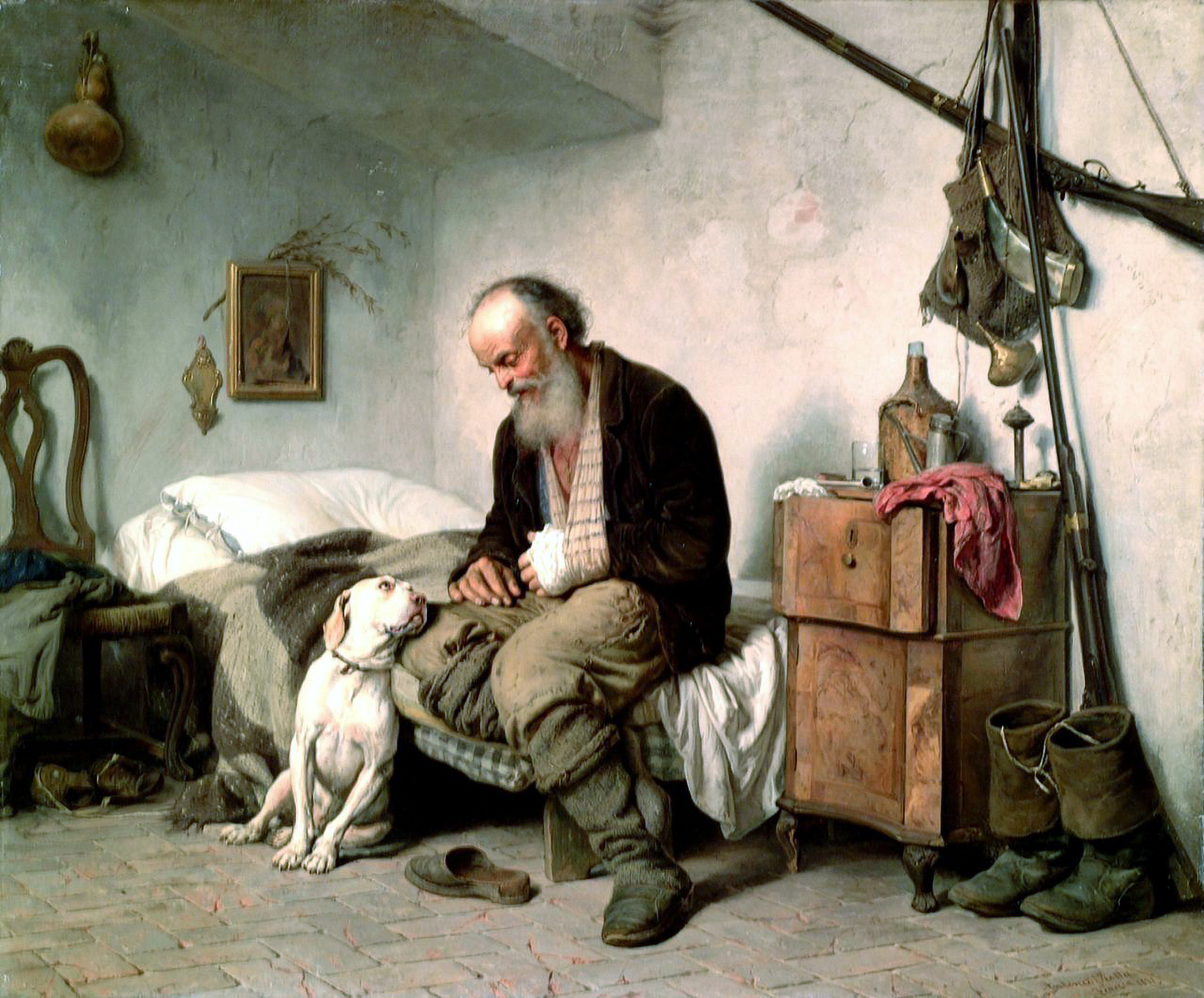
«Человек и его собака»
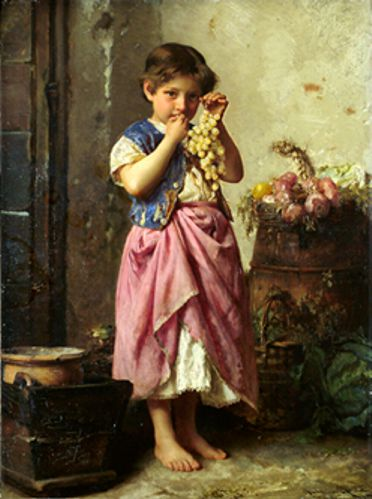
Ребёнок с виноградом (итал. La bimba e l'uva), 1884
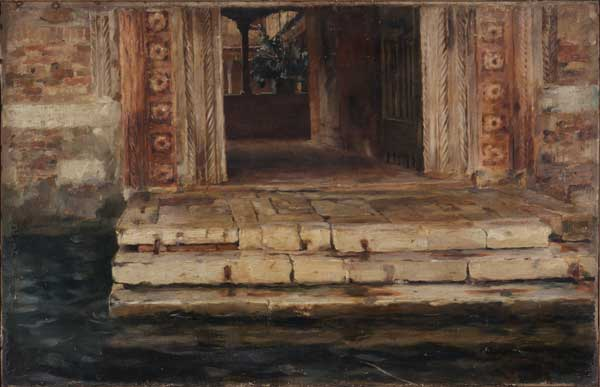
Водная дверь в Венеции (итал. Porta d'acqua a Venezia), 1887